# 식사 예절
식사 예절이란 함께 먹고 마실 때 사용하는 에티켓 규칙으로, 식기 사용도 포함될 수 있다. 문화마다 규칙이 다를 수 있다. 각 가족이나 그룹은 이러한 규칙을 얼마나 엄격하게 따라야 하는지에 대한 기준을 다룬다.

## 역사
기원전 200-175년경으로 거슬러 올라가는 시라크의 차경에 테이블 에티켓에 대한 섹션이 있다.

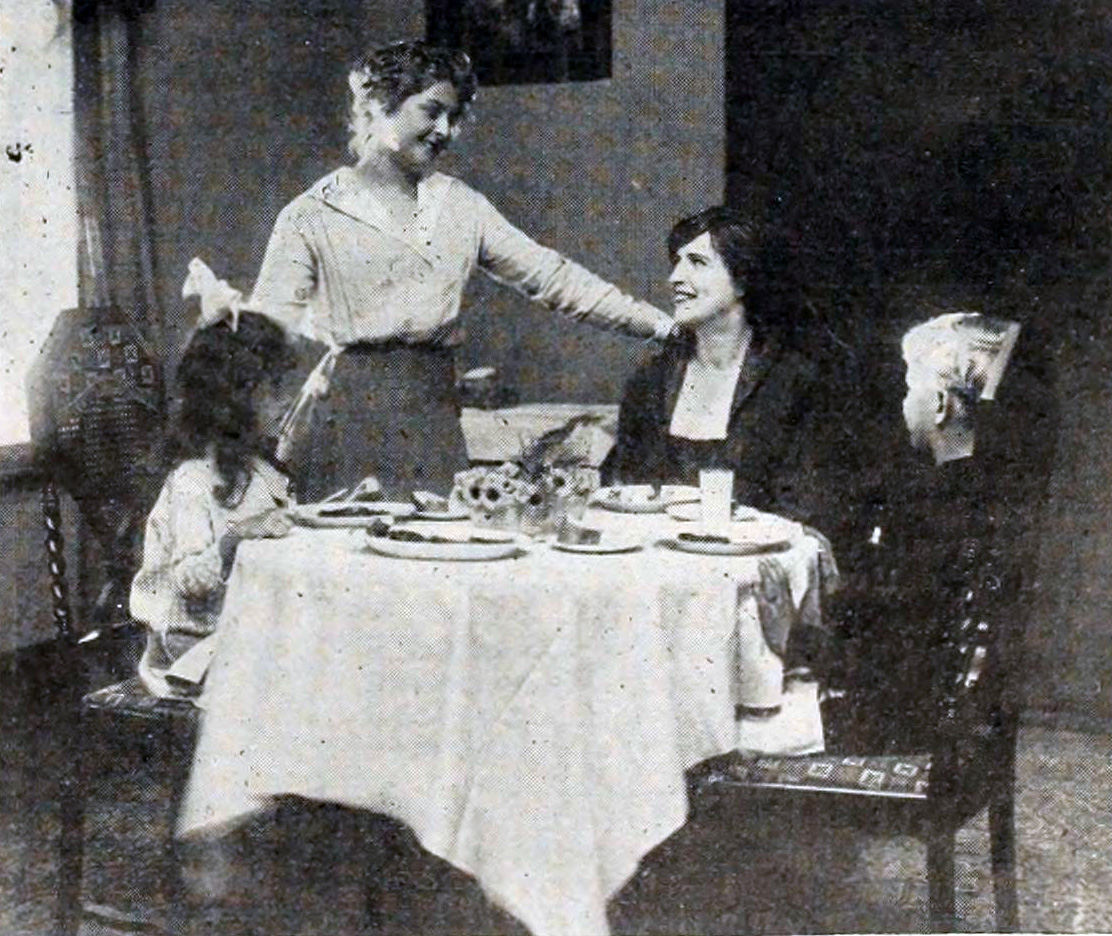
1916년의 미국 잡지 기사에 실린 육아소에서의 식사 예절

## 한국
한국잔치 때에는 5첩 반상이나 7첩 반상을 주로 차리며, 두레상 차림이나 주안상 차림, 또는 교자상 차림으로 한다. 손님에게 반상을 낼 때는 손님 앞에 밥, 국이 놓이도록 상을 들고 들어간다. 주안상은 처음에 술과 안주를 대접하고 술이 끝날 즈음에 밥이나 국수를 내 식사를 하도록 하며, 식사가 끝나면 숭늉을 낸다. 식사 후에는 음료나 차를 대접하는데, 이 때 다과를 함께 낸다. 어른을 모시고 식사를 할 때에는 어른이 먼저 수저를 드신 후에 아래쪽이 먹는다. 숟가락과 젓가락은 한꺼번에 들고 사용하지 않으며, 큰 소리를 내지 않도록 한다. 또 현대에는 조금이나마 완화된 표현이긴 하나 밥그릇이나 국그릇은 손으로 들고 먹는 행위는 거지가 먹는 법으로 (혹은 일본식 식사법으로) 인식돼서 되도록 하지 않는다. 음식은 씹기에 적당한 양을 입에 넣고, 사소한 대화는 가능하지만 음식이 입 속에 있을 때는 말하지 않는다. 김칫국이나 국의 국물은 숟가락으로 떠 먹게되, 그릇끼리 부딪쳐 소리가 나지 않게 하고, 소음을 내지 않으며 밥이나 반찬은 골고루 먹도록 하되 뒤적이거나 헤치지 말고, 한쪽에서부터 먹는다. 웃어른보다 먼저 식사가 끝났을 때에는 수저를 밥그릇이나 숭늉 그릇 위에 얹어 놓았다가, 어른의 식사가 끝난 후에 수저를 내려 놓는다. 숭늉은 그릇을 두 손으로 조심히 들고 마시며, 소리를 내지 않는다. 음식을 다 먹은 후에 수저를 오른쪽에 가지런히 놓는다. 또, 밥에 수저를 수직으로 꽃아 두는 것은 종교 의식으로 받아 들일 수 있으므로 조심한다. 그리고 밥을 중앙부터 파는 것은 살아있는 자신의 무덤을 파는 것으로 인식된다.

## 서양
서양에서는 식단의 순서에 따라 한 가지씩 대접한다. 먼저 대접한 음식 접시를 치운 후 다음 음식을 대접하며, 식사중 물잔이 비지 않도록 계속 채워야 한다. 물을 포함한 음료는 식사하는 이의 오른쪽 등 뒤에서 오른손으로 서빙하며, 그 외 음식은 왼쪽 등 뒤에서 왼손으로 대접한다. 그리고 각 접시의 주음식이 앉은 이의 앞쪽에 놓이도록 한다.
식탁에 앉을 때에는 의자를 앞으로 바짝 당겨서 허리를 펴고 바르게 앉는다. 의자에 앉은 다음에는 냅킨을 무릎에 펴놓고, 식사가 끝나면 다시 접어서 식탁 위에 놓는다. 수프는 스푼을 먹는 사람의 안쪽에서 바깥쪽으로 움직여 뜬다. (방귀를 크게 문제삼지 않는 이누이트 등 일부가 아닌 한) 소음을 내지 않고 먹는다. 물론 의자 소리, 방귀 소리나 트림 소리 등도 마찬가지.  게다가 기침 혹은 재채기 시 고개를 돌려서 가리고 하지 않는 것도 마찬가지. (과거부터 엄격한 자리에서 억지로라도 조용히 먹어야 한다는 말이 있었겠다.) 식탁 중앙에 있는 양념을 사용하고자 할 때에는 옆사람에게 부탁해서 사용한다. 빵은 손으로 한 입 크기만큼 떼어, 버터나이프를 사용하여 버터나 잼을 발라 먹는다. 포크와 나이프는 음식 순서에 따라 바깥쪽에 놓인 것부터 사용하며, 포크는 왼손에, 나이프는 오른손에 쥐고 사용한다. 왼손에 쥐었던 포크를 오른손으로 옮겨 사용해도 무방하다. 음식은 한꺼번에 다 썰지 말고 먹기 좋은 크기로 잘라 가며 먹는다. 포크와 나이프는 접시 양쪽에 팔(八)자형으로 걸쳐 놓아 식사 중이라는 표시를 하고, 음식을 다 먹은 후에는 접시의 오른쪽에 가지런히 모아 놓는다. 식사하는 동안에는 왼쪽 팔꿈치를 식탁에 기대어서는 안 되며, 머리를 만지거나 큰 소리로 떠들지 않도록 한다. 그리고, 옛날 서양의 궁전에선 사람들이 식탁에 모두 모이지 않는 한 접시 뚜껑을 열어서는 안 됐다.

### 유럽
유럽에서는 전통적으로 주인이 별개로 지시하지 않는 한 주인이 첫 번째로 먹기 시작한다. 주인은 해당 코스의 모든 음식이 제공되고 모든 사람이 앉은 후에 식사를 시작한다. 종교적인 가정에서는 가족 식사가 기도로 시작될 수 있고, 만찬에서는 손님이 음식에 대한 호의적인 의견과 주인에게 감사를 표하면서 식사를 시작할 수 있다. 단체 식사 상황에서는 모든 사람이 음식을 제공받고 식사 시작할 준비가 되기 전에 식사를 시작하는 것은 무례한 것으로 간주된다.
냅킨은 옷에 집어넣지 않고 무릎 위에 올려놓아야 한다. 입을 닦는 것 외에는 다른 용도로 사용해서는 안 되며, 식사 중에 테이블을 비워야 할 경우 의자에 펼쳐진 채로 놓거나 식사가 끝나면 펼쳐진 채로 테이블에 놓아야 한다.
포크는 왼손으로 잡고 칼은 오른손으로 잡는다. 포크는 일반적으로 갈래를 아래로 하여 잡고 칼을 사용하여 음식을 자르거나 음식을 포크로 들어올린다. 칼을 사용하지 않을 때는 갈래를 위로 하여 포크를 쥘 수 있다. 갈래를 위로 하여 포크는 검지 손가락 옆에 균형을 잡고 엄지와 검지 손가락으로 고정한다. 어떠한 경우에도 포크를 삽처럼 잡고 모든 손가락을 바닥 주위에 감아서는 안 된다. 음식 한 입만 포크에 올려놓고 포크에서 음식을 씹거나 물어뜯어서는 안 된다. 칼은 펜처럼 엄지와 검지 사이에 칼자루를 끼우지 말고 손바닥에 칼자루를 끼우고 잡아야 한다. 칼은 절대 입에 넣거나 핥아서는 안 된다. 수프를 먹을 때는 숟가락을 오른손에 잡고 그릇을 식사하는 사람에게서 기울여 바깥쪽으로 수프를 떠먹는다. 수프 숟가락은 절대 입에 넣어서는 안 되며, 수프는 숟가락 끝이 아닌 옆에서 마셔야 한다. 음식은 항상 입을 닫고 씹어야 하며, 그 전 음식물을 한꺼번에 너무 많이 입에 넣지 않아야 한다. (이를 어기면, 음식물이 튀거나 비위생적으로 인식될 수 있다.) 음식을 (다 삼키지 않은 채) 입에 넣고 말하는 것은 매우 무례한 것으로 여겨진다. (마찬가지로, 이를 어기면, 음식물이 튀거나 비위생적으로 인식될 수 있다.) 손가락을 핥고 천천히 먹는 것도 무례한 것으로 여겨질 수 있다.
소금과 후추를 넣기 전에 항상 음식 맛을 보아야 한다. 음식을 맛보기 전에 양념이나 조미료를 바르는 것은 요리사에 대한 모욕으로 여겨지며, 요리사의 요리 능력에 대한 신뢰가 부족하다는 것을 보여주기 때문.
다른 사람과 함께 식사할 때 자신의 음료를 따르는 것은 허용되긴 하나, 양쪽에 앉은 사람에게 음료를 따르겠다고 제안하는 것이 더 예의 바르다. 와인 병은 비어 있을 때 얼음통에 뒤집어서 두어서는 안 된다.
누군가의 접시 위로 손을 뻗어 음식이나 다른 물건을 집어 올리는 것은 무례한 일이다. 식사하는 사람은 항상 테이블을 따라 물건을 건네 달라고 요청해야 한다. 마찬가지로, 직접 물건을 사용하지 않는 식사하는 사람은 요청한 사람이나 그 사람에게 건네줄 수 있는 다른 사람에게 그 물건을 건네야 한다. 또한 음식을 빨아들이거나 씹는 등의 소음, 식기 및 의자 소음 혹은 기타 소란의 소음도 무례한 일이다.
음식이 어떻게 뜨거울지라도 입으로 불거나 뒤적이는 행위는 무례한 일이니 식을때까지 기다려야 한다.
팔꿈치는 테이블에서 떼어 두어야 한다.
되도록이면 종교, 정치 의식의 모습을 최소화 해야 한다.
식사를 마치면 접시가 비어 있든 없든 칼과 포크를 함께 접시에 올려놓고 6시 방향 (위쪽을 향하게)이나 4시 방향 (약 10시 방향)으로 놓아 다른 사람에게 알려야 한다. 포크 갈래는 위쪽을 향하게 해야 한다. 냅킨이 있다면 접시 왼쪽으로 접어야 한다. (너무 깔끔하게 접지 않아야 사용했다는 것이 분명). 이것은 특히 식당에서 관례적인데, 웨이터가 손님의 접시를 가져갈 수 있다는 신호로 여기기 때문이다.
가족 식사에서 아이들은 식사가 끝나면 자리를 비우기 위해 허락을 구해야 하는 경우가 많다.
휴대전화 (또는 다른 최신 기기)가 울리거나 문자 메시지를 받으면 식사하는 사람은 전화를 무시해야 한다. 식사하는 사람이 전화가 긴급한 성격일 수 있다고 생각하는 예외적인 경우에는 실례를 요청하고 방을 나가 다른 식사하는 사람의 귀에 들리지 않는 곳에서 전화를 받거나 문자 메시지를 읽어야 한다. 저녁 식사 테이블에 휴대전화, 열쇠, 핸드백 혹은 지갑을 두는 것은 무례한 것으로 간주된다.
그릇을 놓고 먹는 관습의 나라에선 그릇을 들고 먹는 행위를, 그릇을 들고 먹는 관습의 나라에선 그릇을 놓고 먹는 행위를 되도록 자제하도록 한다. 
점원을 부를 시 휘파람이나 손가락 튕기기는 전혀 해서도 안 된다. (이를 어길 경우, 결국엔 점원을 하인 취급하게 된다는 제스처 취급을 받게 된다.) 반드시 손을 들어 기다려야 한다. 단순히 이로 진행할지라도 점원은 그 손님에게 스스로 찾아가게 된다.
음식을 중앙부터 파는 행위는 살아있는 자신의 무덤을 파는 것으로 인식되며 반드시 가장자리부터 뜨도록 한다.
생선을 뒤집는 것은 배가 뒤집어지는 것이 연상된다므로 되도록 자제한다.
그리고, 위의 규칙이 유지되는 한 타인의 부탁에 잘 들어줘야 한다.

### 이누이트
이누이트에서는 (방귀가 마려울 시) 방귀를 어느정도로 뀌어야 할 수 있다. 이것은 소화를 잘 시켰다는 뜻이 된다. 이를 어기고 방귀를 너무 억지로 참거나 너무 약하게 뀌는 건 오히려 소화를 잘 시키지 못했다는 뜻으로 실례가 될 수 있다. 한편, 방귀를 너무 지나치게 강하게 뀌는 것도 실례. 즉, 상황에 지역에 맞게 알맞은 행위를 보이도록 하면 되겠다.

## 중국
음식은 식단의 순서에 따라 첸차이, 다차이, 뎬신의 순으로 대접한다. 음식이 나오기 전에 차와 물수건을 함께 내놓으며, 손님이 모일 때까지 징꿔를 대접한다. 첸차이 중에서는 렁차이를 먼저 대접하며, 다차이는 그 중에서 가장 고급인 것을 먼저 대접하고 마지막에 탕차이를 대접한다. 뎬신은 달지 않은 것을 먼저 대접하며, 술은 식사 처음부터 마지막까지 내고 차는 식사 전과 마지막에 내놓는다.
음식과 술을 서빙할 때에는 주빈부터 시작하고, 음식 접시에 놓여 있는 젓가락이나 숟가락으로 각자 접시에 덜어 담는다. 음식을 모두 한 번씩 던 후에는 몇 번이고 더 덜어 먹을 수 있으나, 덜어 온 것은 남기지 않고 모두 먹는다.징꿔 중 수박씨, 호박씨 등은 앞니로 깨서 씨만 먹는다. 식탁에 놓여 있는 동안 언제나 먹을 수 있다. 첸차이 중 렁차이는 코스 끝까지 식탁에 놓여 있으므로 처음에 많이 덜지 않도록 하며, 음식과 음식 사이에 적당히 먹는다.다차이 중 맨 처음 음식은 주인이 직접 나누어 주기도 하나, 각자가 덜 때는 순서에 따라 덜고 다음 사람에게 돌린다. 통째로 조리한 큰 음식은 주인이 쪼개어 먼저 주빈에게 덜어 주고, 그 다음은 각자가 덜어 담는다. 탕은 탕그릇에 덜어 담고 중국식 사기 숟가락으로 소리나지 않게 먹는다. 새우 껍질은 젓가락으로 떼어 내고 먹는다.뎬신에서 바스디꿔(고구마탕)처럼 설탕엿을 무친 음식은 젓가락으로 집어 찬물에 살짝 담가 설탕엿에서 늘어나는 실을 끊고 먹는다. 면류는 국물이 있는 경우 사기 숟가락을 한 쪽 손에 쥐고 반대쪽 손에 쥔 젓가락으로 국수를 집어 숟가락에 얹어서 먹는다. 국물은 사기 숟가락으로 소리나지 않게 먹는다.

## 일본
식사하기 전후에는 반드시 인사를 하고, 음식 먹는 소리가 나지 않도록 한다. 숟가락을 사용하는 일이 없고 음식은 젓가락으로만 먹는다. 카레라이스를 먹을 때는 (불가피하게) 숟가락을 사용한다. 밥·국·차 등 작은 그릇에 담은 음식은 반드시 손으로 들어서 입 가까이에 대고 먹는다. 여기서는 한국과 정반대이다. 한국에서 그릇을 들고 먹으면 거지가 먹는 것처럼 보이고 일본에서 그릇을 놓고 먹으면 개가 먹는 것처럼(혹은 한국식 식사법으로) 보인다고 한다. 물론 큰 그릇이나 접시는 들 수가 없으니 어쩔 수 없다. 그래도 현대에는 비교적 완화된 표현으로 길거리 음식이나 테이크아웃 음식 정도는 놓고 먹는 것이 허용되고 음식이나 그릇 종류에 따라서는 간혹 놓고 먹느냐에 따른 변동이 오는 것도 허용된다. 물론 본인 지병상 한 손을 쓰지 못한다면 국그릇이나 밥그릇을 놓고 먹어도 아무런 문제가 없다. 뚜껑을 열 때에는 왼쪽의 것은 왼손으로 뚜껑을 잡고 오른손을 대어 물기가 떨어지지 않게 하면서 뚜껑을 위로 향하게 하여 상 왼쪽에 놓는다. 오른쪽의 것은 그와 반대로 한다. 젓가락을 집을 때에는 한 쪽 손으로 젓가락의 중앙을
잡은 다음, 반대쪽 손으로 아래를 받치고 다시 중앙을 잡은 손으로 정확하게 잡는다.
식사를 하는 순서는 먼저 젓가락 끝을 국에 넣어 조금 적신 다음 밥을 한 입 먹고, 국물을 한 모금 마신다. 상에 놓인 반찬은 오른쪽에서부터 왼쪽으로 옮겨 가면서 먹는데, 반찬과 반찬을 먹는 사이에 밥을 먹는다. 식사가 끝났을 때에는 밥그릇에 물을 붓고 젓가락 끝을 헹구어 젓가락 받침에 놓는다. 식사가 끝나면 반드시 처음과 같이 뚜껑을 덮는다.
일본의 면 요리를 먹을 땐 면치기 소리를 어느정도 내야 할 수 있다. 단, 씹는 소음 및 뜨거운 음식을 입으로 부는 행위는 면치기와는 달리 일본에서도 금기로, 식기와 부딪히는 소리, 의자 소리, 트림, 방귀 등도 마찬가지. 게다가 기침 혹은 재채기 시 고개를 돌려서 가리고 하지 않는 것도 마찬가지.

## 전 세계 공통
이 문단은 거의 전 세계 공통으로 보이는 수준의 항목을 다룬다.
- 누군가가 식사 시엔 그 주위에서 소음을 일으키지 않는다. (이를 어길 경우, 기본적으로 식사에 집중이 방해가 되게 된다. 참고로, 식사도 일종의 집중적인 작업.)

- 입 안의 음식이 튈 수 있으므로 음식이 입 안에 든 채로 말하지 않는다.

- 식기를 갖고 장난하지 않는다. (이를테면 식기 사용 시 올바른 사용법을 유지하는 것이다.)
- 음식을 먹을 때 씹는 소음, 빨아들이는 소음을 되도록 최소화 한다. (이를 어길 경우, 너무 비위생적이 될 수 있다.)
- 기침, 트림을 불가피 하게 할 경우엔 고개를 돌려서 냅킨 등으로 가리고 해야 한다. (이를 어길 경우, 비위생적이 될 수 있다.)

- 음식을 먹을 때 소음을 너무 내지 않는다.  음식을 게걸스레 먹는 것, 식기, 의자, 방귀 혹은 트림 소리도 해당된다. (한편, 트림을 불가피하게 할 경우엔 앞서 말했듯이 고개를 돌리고 냅킨 등으로 가려서 한다.)

- 음식을 중앙부터 파는 것은 살아있는 자신의 무덤을 파는 것으로 인식되며 반드시 가장자리부터 뜨도록 한다.

- 생선을 뒤집는 것은 배가 뒤집어지는 것이 연상된다므로 되도록 자제한다.

- 음식은 골고루 먹도록 하되 뒤적이지도 않는다.

- 한국을 비롯하여 그릇을 놓고 먹는 나라에선 그릇을 들고 먹는 행위를, 일본을 비롯하여 그릇을 들고 먹는 나라에선 그릇을 놓고 먹는 행위를 되도록 자제하도록 한다.

- 되도록이면 종교, 정치 의식의 모습을 최소화 해야 한다.

- 팔꿈치를 식탁에 올리는 행위를 되도록 자제한다.

- 음식이 어떻게 뜨겁더라도 입으로 불거나 뒤적이지 않되 식을때까지 기다린다.
- 다같이 먹는 반찬 그릇을 자기쪽으로 가져가지 않는다.
- 식사 예절에 어긋나지 않는 한 타인의 부탁에 잘 들어줘야 한다.

위는 면치기 소리를 크게 문제삼지 않는 일본, 방귀를 크게 문제삼지 않는 이누이트를 비롯한 일부를 제외할 경우, 바로 전 세계 공통이 된다.

## 같이 보기
- 미신
- 식사
- 상차림

### 내용주
1. ↑  Sirach 31:12–24: New Revised Standard Version
2. ↑  Collins, J. J., 44. Ecclesiasticus, or The Wisdom of Jesus Son of Sirach, in Barton, J. and Muddiman, J. (2001), The Oxford Bible Commentary 보관됨 2017-11-22 - 웨이백 머신, p. 667
3. ↑  '전세계 공통' 문단에 서술한 신체에서 나는 소음, 식기, 의자 등의 소음 등 모두 마찬가지.
4. 1 2  Meakin, Eunice (2003). “Dinner is served: an etiquette guide”. 《Washington State University Library》.
5. 1 2 3  “Eating Food - Manners and Etiquette”. Projectbritain.com. 2019년 2월 11일에 확인함.
6. 1 2  Vanhoenacker, Mark (2013년 6월 26일). “The American Way of Using Fork and Knife Is Inefficient and Inelegant. We Need a New Way.”. 《Slate Magazine》 (영어). 2021년 4월 8일에 확인함.
7. ↑  Barbara Cartland, Etiquette Handbook. Paul Hamlyn, London 1962
8. 1 2  “Eating Food - Manners and Etiquette”. Projectbritain.com. 2019년 2월 11일에 확인함.
9. ↑  Ryan, Matthew. “Is eating with hands considered good manners in European culture?”. 《Manners Advisor》. 2021년 4월 8일에 확인함.
10. ↑  “Is It Offensive to Salt Your Food?”. 《Tasting Table》. 2017년 1월 19일. 2021년 4월 8일에 확인함.
11. ↑  “Is It Offensive to Salt Your Food?”. 《Tasting Table》. 2017년 1월 19일. 2021년 4월 8일에 확인함.
12. ↑  밥그릇을 놓고 먹는 것과 함께 대표적인 한국식 식사법으로 여겨지기도 해서 한국 문화에 대한 터부가 강하던 과거에는 금기시된 식사법이기도 했다.